# Smjadovo
Smjadovo (in bulgaro Смядово?) è un comune bulgaro situato nella regione di Šumen di 7 954 abitanti (dati 2009). La sede comunale è nella località omonima.

## Località
Il comune è formato dall'insieme delle seguenti località:
- Smjadovo (Смядово) (sede comunale)
- Aleksandrovo (Александрово)
- Bjal Brjag (Бял Бряг)
- Černi Vrăh (Черни Връх)
- Jankovo (Янково)
- Kălnovo (Кълново)
- Novo Jankovo (Ново Янково)
- Riš (Риш)
- Veselinovo (Веселиново)
- Želăd (Желъд)